# Zalog pri Škofljici
Zalog pri Škofljici – wieś w Słowenii, w gminie Škofljica. W 2018 roku liczyła 129 mieszkańców.